# Лазерне наведення

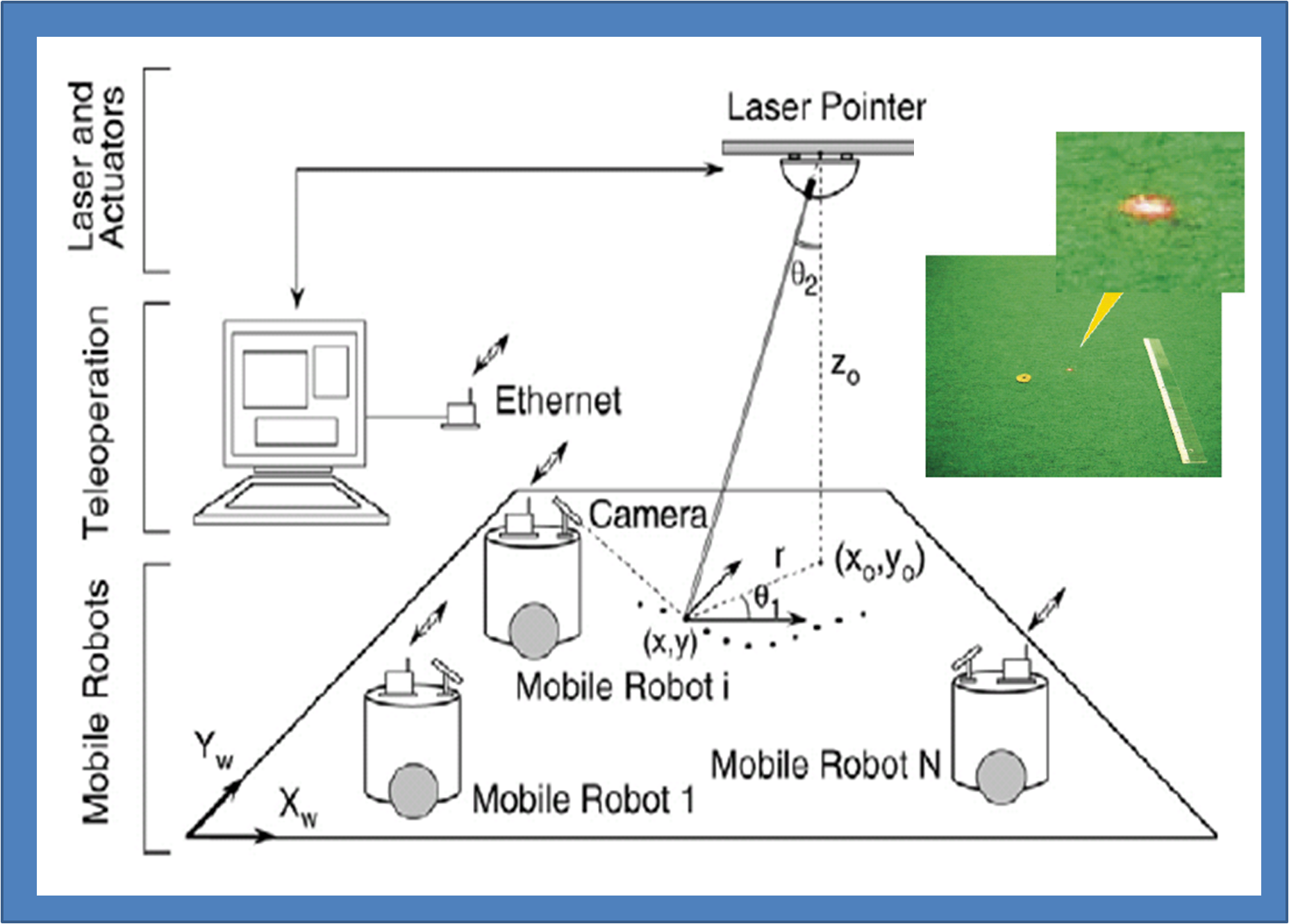
Наведення мобільного робота лазерним променем (ескіз)

Лазерне наведення спрямовує робототехнічну систему в необхідне положення за допомогою лазерного променя. Ключова ідея полягає в тому, щоб лазером показати роботові місце, куди він повинен переміститися. Для підвищення точності наведення використовують алгоритми обробки зображень. Цей інтуїтивно зрозумілий інтерфейс спрощує керування роботом, а візуальний зворотний зв'язок покращує точність позиціонування та забезпечує неявну локалізацію.
Лазерне наведення охоплює такі області, як робототехніка, комп'ютерний зір, інтерфейс користувача, відеоігри, комунікація та технології розумного дому.

## Комерційні системи
Можливо , Samsung Electronics Co., Ltd. використовує цю технологію в роботах-пилососах з 2014 року
Google Inc. подала заявку на патент до USPTO на використання візуального світла або лазерного променя між пристроями для представлення зв'язків і взаємодії між ними (заявка. № 13/659493, опубл. № 2014/0363168). Однак Google не отримав патент на цю заявку.

## Військове використання
У військовій техніці лазерне наведення використовують для наведення ракети чи іншого боєприпасу або транспортного засобу на ціль за допомогою лазерного променя. Різновидами лазерного наведення є:
- наведення за лазерним променем, яке називають також «лазерна стежка»;
- наведення за відбитим лазерним променем — тобто, напівактивне лазерне самонаведення.

При напівактивному лазерному самонаведенні лазер спрямовують на ціль, а лазерне випромінювання відбивається від цілі та розсіюється в усіх напрямках (це називають «фарбування цілі» або «лазерне малювання»). Боєприпас (ракета, бомба, снаряд тощо) запускається або скидається десь поблизу цілі. Коли боєприпас знаходиться достатньо близько, щоб частина відбитої лазерної енергії від цілі досягла його, лазерний шукач виявляє, звідки надходить ця енергія, і спрямовує траєкторію боєприпасу до цього джерела. Однак таке самонаведення може бути недостатньо ефективним проти цілей, які не відбивають багато лазерної енергії (включно з тими, що вкриті спеціальною фарбою, яка поглинає лазерну енергію). Ймовірно, це буде широко використовуватися передовими військовими транспортними засобами, щоб ускладнити використання проти них лазерних цілевказівників для неведення боєприпасів. Очевидним виходом було б просто навести лазер близько до цілі. Засобами протидії лазерному наведенню є системи попередження про лазерне опромінення, димова завіса протилазерні системи активного захисту.